# 純情二重奏
『純情二重奏』（じゅんじょうにじゅうそう）は、1939年（昭和14年）の日本映画。および同年8月25日にコロムビアレコードから発売されたその主題歌。1967年にもリメイクされた。

## キャスト
- 高山栄子：高峰三枝子
- 栄子の叔母・おすみ：吉川満子
- 栄子の弟・唯夫：横山準
- 河田武彦：斎藤達雄
- 河田の妻・恒子：岡村文子
- 河田の娘・八千代：木暮実千代
- 関一郎：細川俊夫
- 村川弓子：松原操
- 桑原：伊藤久男
- 酒井：志村道夫
- 野沢：毛塚守彦
- 誕生日の歌手：淡谷のり子
- 吹込室歌手：中野忠晴
- 河田の秘書：大山健二
- 松井先生：松平晃
- 文芸部員：山内光
- 黒田先生：鈴木芳枝
- 落語家：坂本武
- 新曲発表会歌手：二葉あき子、霧島昇
- 小柴みな子：森川まさみ
- みな子の夫：近衛敏明
- 漫才師ボンド：リーガル千太
- 漫才師フラン：リーガル万吉
- 街の艶歌師：リズムボーイズ
- アパートの主人：如月輝夫
- アパートの主婦：出雲八重子

## 主題歌
作詞は西條八十、作曲は万城目正。歌は霧島昇、高峰三枝子。1939年（昭和14年）8月に公開された、松竹映画「純情二重奏」の主題歌。劇中で効率よく使われた結果、大ヒットし、歌手・高峰三枝子を確立した曲でもある。